# Baggeby

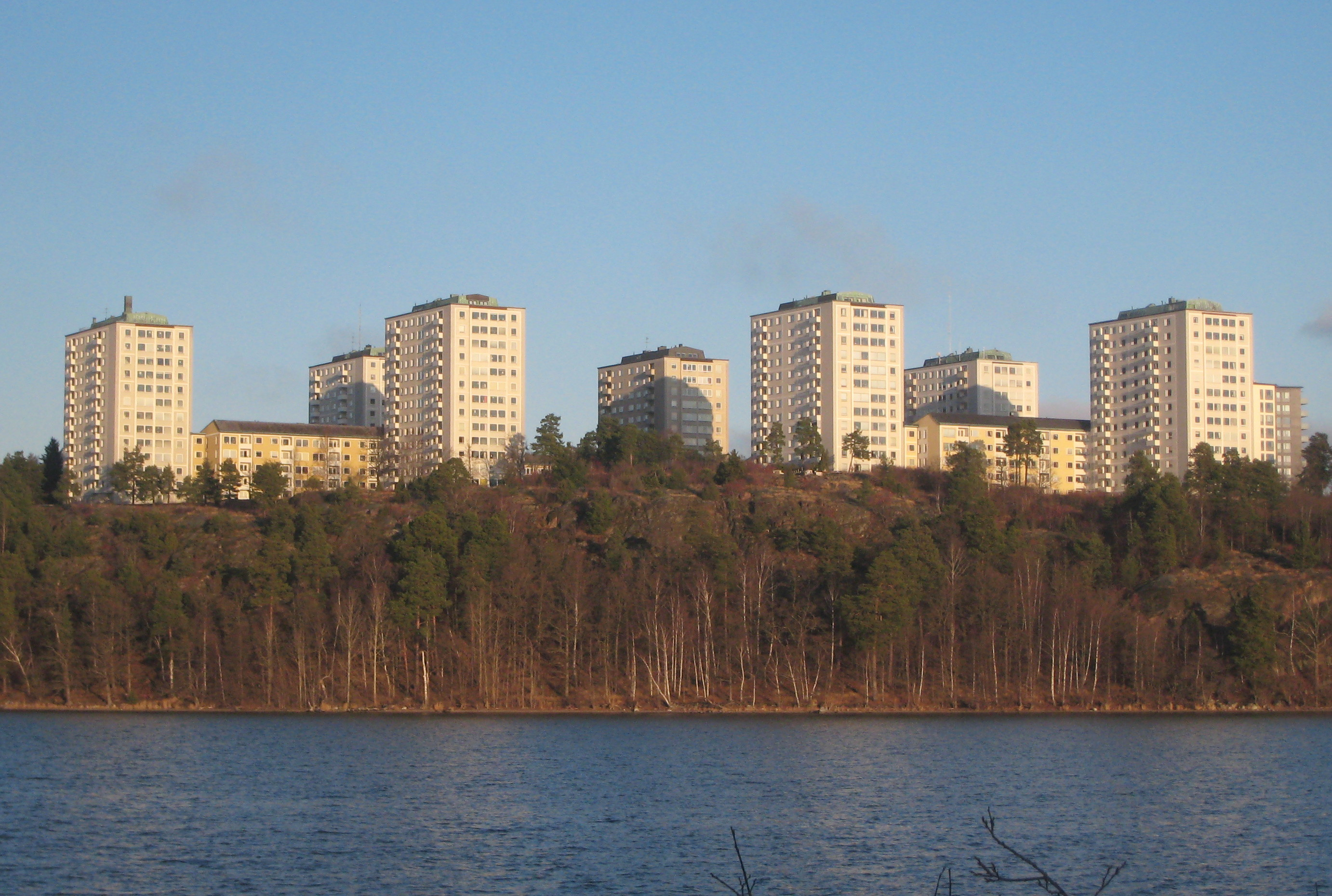
Flerbostadshusen vid Fregattvägen på Lidingö sett från Stockholms frihamn.

Baggeby är en kommundel på södra sidan av Lidingön i Lidingö kommun, Stockholms län. Baggeby gränser i sydväst till Lilla Värtan, i sydost till kommundelen Larsberg, i nordost till Mosstorp  och i norr till Herserud.

## Historia

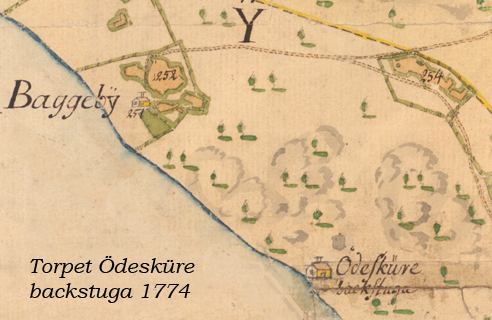
Baggeby gård på lantmätare Lars Kiezlinghs karta över Lidingö, 1720.

Ortnamnen Baggeby och Bodal har sitt ursprung i de lantbruksgårdar som fanns i området och som tillhörde några av de allra äldsta lantbruksgårdarna på Lidingö, ursprungligen ägda av Bo Jonsson (Grip) senare Banérs på Djursholms slott. Namnen finns angivna på den äldsta kartan över Lidingö som hittats, upprättad av kartografen Peder Mehnlöös 1661, med stavningen Baggebÿ respektive Boodaal. Bodals lantbruksgård med den på 1940-talet uppförda mangårdsbyggnaden i sten, idag belägen i stadsdelen Larsberg, bedrev ett aktivt lantbruk ända in på 1960-talet. Äldsta bevarade byggnad är Lidingsberg med hus från 1775.

## Det moderna Baggeby
Baggeby inkluderat det angränsande bostadsområdet Bodal har 3 002 invånare (2014). Baggeby bostadsområde uppfördes på 1950-talet som ett av de första större bostadsområdena på södra Lidingö. Bland arkitekterna märks Arvid Klosterborg, Ancker-Gate-Lindegren och Kjell Ödeen. Baggeby torg ritades av landskapsarkitekten Walter Bauer som även gestaltade stadsdelens gaturum och parkmark. Under 2009 renoverades torget där man försökte återskapa torgets stil och utsmyckning med växter som det hade på 1950-talet.

## Kommunikationer
Området trafikeras av ett flertal busslinjer internt på Lidingö men även bussar med direktförbindelser till Ropsten på Stockholmssidan. Lidingöbanan har hållplatserna Baggeby och Bodal i stadsdelen, som svarar för den huvudsakliga kollektiva trafiken till och från Ropsten.

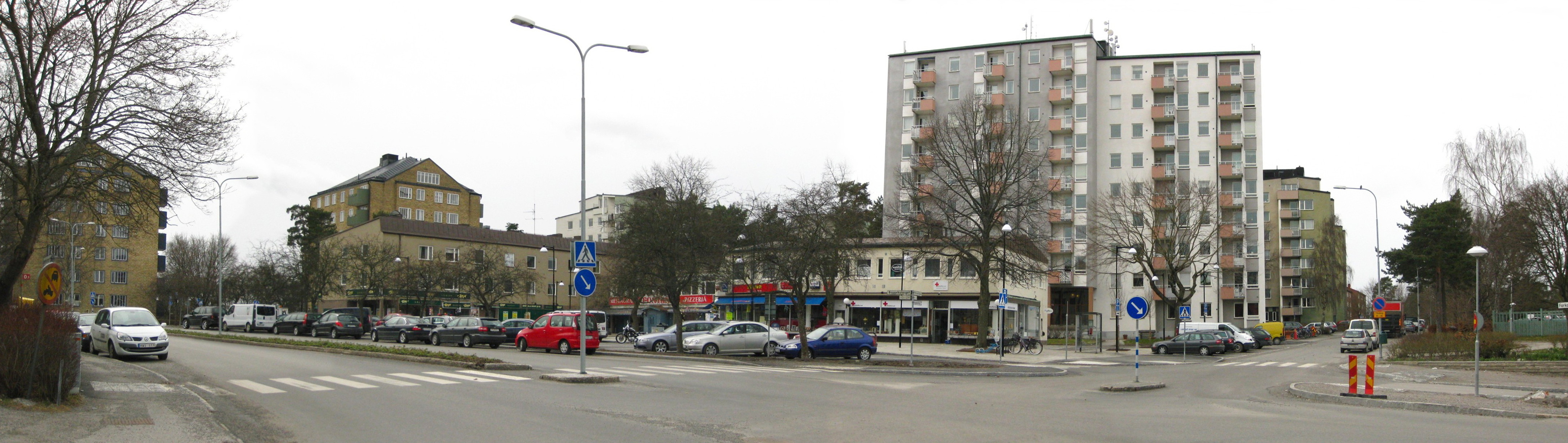
Baggeby torg i april 2010.